# Pintura de la Antigua Grecia

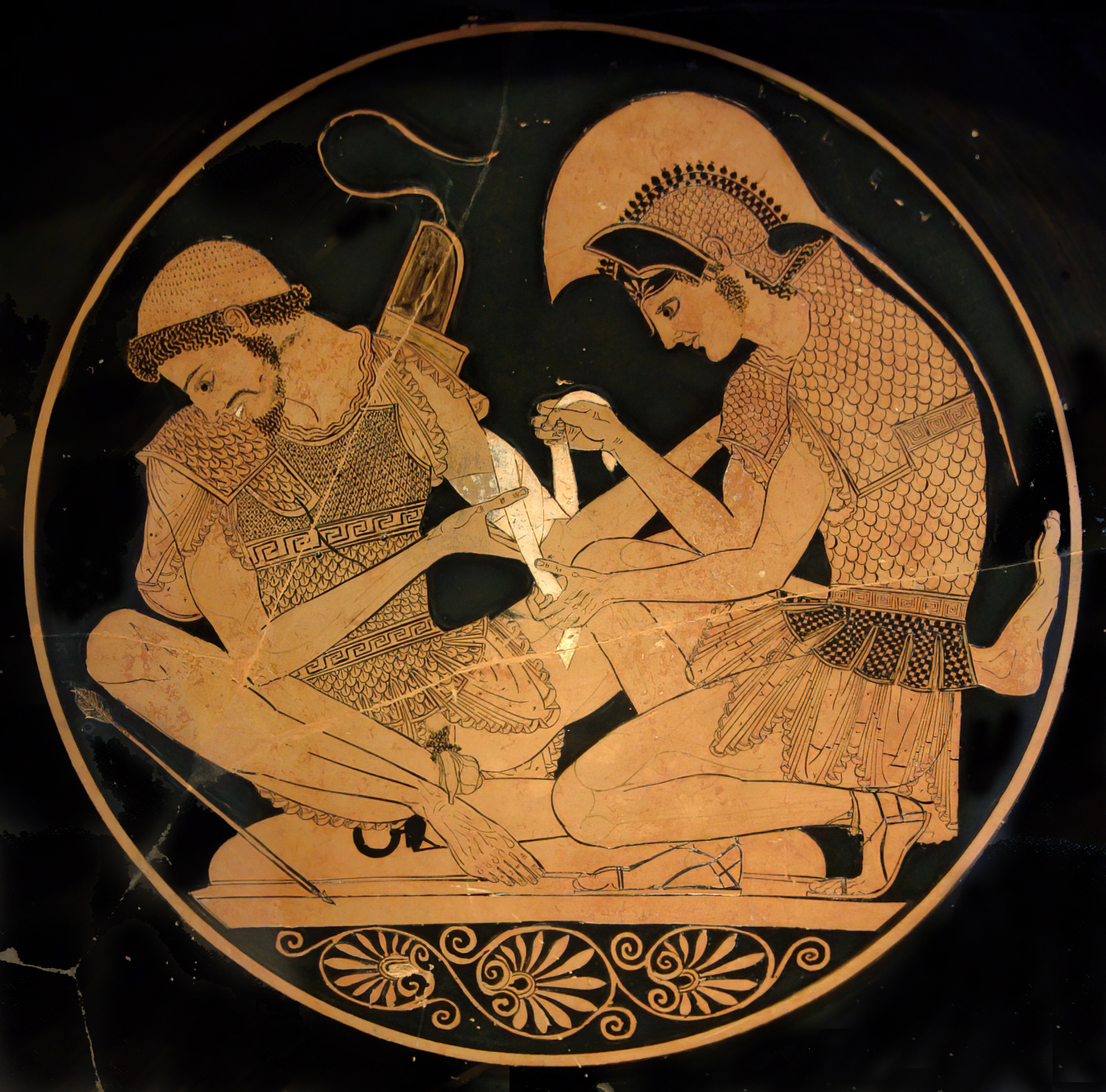
Pintura sobre vasija, hacia 500 a. C.

La pintura de la Antigua Grecia es el conjunto de obras artísticas producida por artistas del mundo helénico.

## Precedentes
Con anterioridad  la formación del llamado Arte Griego en territorios de la antigua Grecia se cataloga el llamado arte prehelénico, conservado en ruinas de edificios de la época y sobre estuco, representando paisajes, acciones guerreras y ceremonias cortesanas o religiosas cuyas figuras aunque imperfectas revelan notable expresión y vida. En el ámbito de la cerámica, se anotan asimismo las primitivas decoraciones de vasijas, en las que raras veces se representa la figura humana, muy estilizada y con escasos detalles...
El conocimiento de la pintura griega y sus artistas se debe casi por completo a los historiadores de la antigüedad clásica, pues no se conservan cuadros de Zeuxis, Parrasio y Apeles, considerados sus mayores representantes, las únicas obras pictóricas conocidas son las conservadas en las decoraciones de los diversos periodos de la cerámica decorada helénica (con abundante producción de vasijas de todo tipo). También podrían incluirse algunos mosaicos y placas de arcilla pintadas. Ya posteriores al periodo griego clásico, pueden citarse las obras de pintura romana en que intervino mano griega. Se ha sugerido la posibilidad de que algunas decoraciones de las grandes ánforas o cráteras, pudieran ser copias de pinturas murales originalmente realizadas al fresco, al encausto, al temple y con menor probabilidad, incluso al óleo. En general, los temas y asuntos representados en las muestras de pintura conservada en las cerámicas son escenas de la vida humana y tradiciones o leyendas mitológicas y heroicas.

## Periodos
La pintura griega está dividida en tres periodos (después de los periodos llamados protohistoricos o anteriores al arte griego, como el cretense y micénico ya nombrados que pueden considerarse como protohistóricos).
1. El de formación y arcaico que dura hasta el siglo V a. C., el cual se distingue por los resabios de influencias asirias y egipcias que revela en sus dibujos. La pintura de las vasijas correspondientes al primero de dichos periodos suele ofrecer desde mediados del siglo VIII a. C. las figuras de color negro sobre fondo amarillo o rojo (pues antes de dicha fecha consistía en dibujos de estilo geométrico y figuras estilizadas)
2. El de elegancia nacional, durante el siglo V a. C. y parte del IV a. C. en que se emancipó la pintura con Polignoto, seguido de Apolodoro, Zeuxis y Parrasio, muy correctos en el dibujo, atribuyéndose al primero la invención del claroscuro. Las vasijas de este periodo tienen las figuras rojas sobre fondo negro, siendo excepción los célebres lecitos blancos de tenas que sobre fondo blanquecino ostentan figuras polícromas.
3. El alejandrino o de difusión desde mediados del siglo IV a. C. hasta dos siglos más tarde en que fue Grecia conquistada por los romanos. Las vasijas de este periodo que es la época de las grande ánforas decorativas o de lujo continúa casi en lo mismo que en el precedente pero con menor corrección y con cierto barroquismo en el dibujo hasta principios del siglo II a. C. en que cesan las figuras pintadas y se usan de relieve con uniforme color negro o rojo.

A principios de este último periodo rayó con el famoso Apeles el arte pictórico en lo más alto a que pudo llegar ocupándose su pincel en representar hazañas y gentilezas de la persona de Alejandro. Pero muy pronto decayó el arte, parando en una especie de barroquismo debida esta decadencia a la voluptuosidad y vulgaridad de los asuntos y a la misma difusión y éxodo fuera de Grecia que realizaron los talleres o escuelas principales e influyentes y que propiamente forman el periodo helenístico.
De todo ello hay abundantes muestras en los principales museos del mundo. No obstante, este legado pictórico queda restringido al género decorativo, al carecer de perspectiva y claroscuro. También son determinantes de su primitivismo recursos como la representación de los pliegues de la vestimenta y demás líneas con rayas negras o de color rojo oscuro más o menos gruesas, según lo exige las figura, o la carnación de las figuras –sobre todo las femeninas– con pasta de color blanco.